# Przywódcy Libii

## Królestwo Libii(1951–1969)

### Król Libii (1951–1969)
| # | Imię    |          | Lata życia                | Lata życia        | Czas rządów     | Czas rządów     | Rodzice                                               |
| # | Imię    | Urodzony | Zmarł                     | Od                | Do              |                 | Rodzice                                               |
| - | ------- | -------- | ------------------------- | ----------------- | --------------- | --------------- | ----------------------------------------------------- |
| 1 | Idris I |          | 12 marca 1890 Al-Dżaghbub | 25 maja 1983 Kair | 24 grudnia 1951 | 1 września 1969 | Muhammad al-Mahdi as-Sanusi A’isza bint Ahmad as-Sirt |

## Libijska Republika Arabska(1969–1977)[2]

### Przewodniczący Rady Dowódczej Rewolucji (1969–1977)
| # | Imię i Nazwisko                 | Portret | Objął urząd     | Zdał urząd   |
| - | ------------------------------- | ------- | --------------- | ------------ |
| 1 | Mu’ammar al-Kaddafi (1942–2011) |         | 1 września 1969 | 2 marca 1977 |

## Wielka Arabska Libijska Dżamahirijja Ludowo-Socjalistyczna(1977–2011)

### Przywódca Rewolucji 1 września (1969–2011)
| # | Imię i Nazwisko                 | Portret | Objął urząd     | Zdał urząd           |
| - | ------------------------------- | ------- | --------------- | -------------------- |
| 1 | Mu’ammar al-Kaddafi (1942–2011) |         | 1 września 1969 | 20 października 2011 |

### Sekretarz Generalny Powszechnego Kongresu Ludowego(1977–2011)
| # | Imię i Nazwisko                          | Portret | Objął urząd         | Zdał urząd          | Partia polityczna |
| - | ---------------------------------------- | ------- | ------------------- | ------------------- | ----------------- |
| 1 | Mu’ammar al-Kaddafi (1942–2011)          |         | 2 marca 1977        | 2 marca 1979        | bezpartyjny       |
| 2 | Abd al-Ati al-Ubajdi (1939–2023)         |         | 2 marca 1979        | 7 stycznia 1981     | bezpartyjny       |
| 3 | Muhammad az-Zarruk Radżab (1940–)        |         | 7 stycznia 1981     | 15 lutego 1984      | bezpartyjny       |
| 4 | Miftah al-Usta Umar (1935–2010)          |         | 15 lutego 1984      | 7 października 1990 | bezpartyjny       |
| 5 | Abd ar-Razzak as-Sausa (1933–2016)       |         | 7 października 1990 | 18 listopada 1992   | bezpartyjny       |
| 6 | Az-Zanati Imhammad az-Zanati (1937–2025) |         | 18 listopada 1992   | 3 marca 2008        | bezpartyjny       |
| 7 | Miftah Muhammad Ku’ajba (1942–)          |         | 3 marca 2008        | 5 marca 2009        | bezpartyjny       |
| 8 | Imbarak Abd Allah asz-Szamich (1952–)    |         | 5 marca 2009        | 26 stycznia 2010    | bezpartyjny       |
| 9 | Muhammad Abu al-Kasim az-Zuwajj (1952–)  |         | 26 stycznia 2010    | 23 sierpnia 2011    | bezpartyjny       |

## Państwo Libia(2011–)
| #                                               | Imię i Nazwisko                                   | Portret | Objął urząd     | Zdał urząd      | Partia polityczna |
| ----------------------------------------------- | ------------------------------------------------- | ------- | --------------- | --------------- | ----------------- |
| Przewodniczący Narodowej Rady Tymczasowej       |                                                   |         |                 |                 |                   |
| 1                                               | Mustafa Muhammad Abd al-Dżalil (1952–)            |         | 5 marca 2011    | 8 sierpnia 2012 | bezpartyjny       |
| Przewodniczący Powszechnego Kongresu Narodowego |                                                   |         |                 |                 |                   |
| –                                               | Muhammad Ali Salim pełniący obowiązki (1935–2022) |         | 8 sierpnia 2012 | 9 sierpnia 2012 | bezpartyjny       |
| 1                                               | Muhammad Jusuf al-Makarjaf (1940–)                |         | 9 sierpnia 2012 | 28 maja 2013    | Front Narodowy    |
| –                                               | Dżuma Ahmad Atika pełniący obowiązki (1950–)      |         | 28 maja 2013    | 25 czerwca 2013 | bezpartyjny       |
| 2                                               | Nuri Abu Sahmajn (1956–)                          |         | 25 czerwca 2013 | 5 sierpnia 2014 | bezpartyjny       |
| Przewodniczący Izby Reprezentantów              |                                                   |         |                 |                 |                   |
| 1                                               | Akila Salih Isa (1944–)                           |         | 5 sierpnia 2014 | 12 marca 2016   | bezpartyjny       |
| Przewodniczący Rady Prezydenckiej               |                                                   |         |                 |                 |                   |
| 1                                               | Fajiz as-Sarradż (1960–)                          |         | 12 marca 2016   | 10 marca 2021   | bezpartyjny       |
| 2                                               | Muhammad al-Manfi (1976–)                         |         | 10 marca 2021   | nadal urzęduje  | bezpartyjny       |